# Weiße Traun
Die Weiße Traun ist der linke Quellfluss der Traun in Oberbayern.

## Geographie

### Quellbäche

#### Fischbach
Der Wasserlauf mit der Fließgewässerkennziffer 1848 beginnt an der Quelle des Fischbachs, die auf österreichischem Gebiet 2 km östlich der Winklmoos-Alm  ca. 1180 m ü. A. liegt (47° 39′ 17″ N, 12° 36′ 44″ O). Nach einer Fließstrecke von 12,34 km  bildet er beim Ruhpoldinger Ortsteil Laubau zusammen mit der Seetraun die Weiße Traun.

#### Seetraun
Die Seetraun führt diesen Namen ab der Vereinigung des Rammelbachs, der als Ostertalgraben am Nordhang des Seehauser Kienbergs bei 47° 42′ 25″ N, 12° 35′ 37″ O auf ca. 1300 m ü. NHN entspringt, mit dem Abfluss des Förchensees gut 300 Meter unterhalb des Förchensee-Abflusses bis Laubau und wird unter der DGWK 184812 geführt.

### Verlauf
Die Weiße Traun entsteht durch den Zusammenfluss von Fischbach und Seetraun in Laubau. Sie fließt in nördlicher Richtung durch Ruhpolding und Siegsdorf und unterquert die A8, ehe sie sich nach  13,31 km mit der Roten Traun zur Traun vereinigt.

### Zuflüsse
Vom Zusammenfluss der Oberläufe zum Zusammenfluss zur Traun. Länge und Einzugsgebiet, sofern dort vermerkt, nach dem amtlichen Gewässerverzeichnis.
- Fischbach (rechter Oberlauf), 11,8 km mit Oberlauf Fischbach-Unken und 11,8 km²
- Seetraun  (linker Oberlauf), 12,3 km mit Oberlauffolge und 37,8 km²
- Waicher Graben (links)
- Taubenseebach (rechts)
- Lahnergraben (links)
- Windbach (rechts)
- Urschlauer Achen (links), 15,3 km mit Oberlauffolge und 44,1 km²
- Steinbach (links)
- Wiedmoosgraben (rechts)
- Tiefenbach (links)
- Edergraben (rechts)
- Dießelbach (links)
- Hörgeringer Bach, am Oberlauf Nattergraben (rechts)
- Reinerbach (rechts)
- Habachgraben (links)
- Spatzreiter Graben (rechts)
- Schönecker Graben (rechts)
- Rudhardter Graben (rechts)